# Taylor Lautner
Taylor Daniel Lautner (født 11. februar 1992) er en amerikansk skuespiller og kampsportudøver, der er bedst kendt for sin rolle som Jacob Black i Twilight-filmene.

## Opvækst
Lautner blev født i Grand Rapids, Michigan. Han er søn af Deborah Daniel Lautner, og har en lillesøster som hedder Makena.
Lautner begyndte at studere karate i en alder af seks og blev uddannet på Fabiano's Karate School Holland Michigan. I de følgende år begyndte han at vinde turneringer. Han blev derfor hurtigt inviteret med af verdens karate-mester Mike Chat.
Han har i alt vundet tre guldmedajler.

## Skuespil
Lautner begyndte sin karriere som skuespiller, efter hans kampsports-instruktør overtalte ham til at gå til audition for en rolle i en Burger King-reklame i Los Angeles.
Lautner medvirkede som Jacob Black i filmen Twilight fra 2008 og efterfølgeren The Twilight Saga: New Moon, der havde premiere i Danmark den 20. november 2009. Lautner medvirkede i alle fem film i Twilight-serien.
Lautner er også kendt fra familiefilmen The Adventures of Sharkboy and Lavagirl i 3-D fra 2005 og Cheaper by the Dozen 2 med Steve Martin og Valentine's Day (2010).

## Privatliv
Lautner var junior på Valencia High School i skoleåret 2008-09, men han droppede ud af high school.
I sin fritid nyder Lautner at spille fodbold og baseball, og han er en fan af Texas Longhorns og Michigan Wolverines.
Han er en del af Hart Baseball Program i Los Angeles-området, hvor han spiller midterste felt og anden base. Han deltager også i LA Hip Kids, en hip-hop dansegruppe, og Hot Shots, en udøvende jazz-dansegruppe.
I 2018 begyndte Lautner at date sygeplejersken Taylor Dome (født 17. marts 1997). Lautner og Dome blev gift i november 2022, hvorfor begge nu har navnet Taylor Lautner.

## Filmografi

### Film
| År   | Titel                                     | Rolle             | Noter    |
| ---- | ----------------------------------------- | ----------------- | -------- |
| 2001 | Shadow Fury                               | Young Kismet      |          |
| 2005 | The Adventures of Sharkboy Lavagirl 3-D   | Sharkboy          |          |
| 2005 | Cheaper by the Dozen 2                    | Elliot Murtaugh   |          |
| 2008 | Twilight                                  | Jacob Black       |          |
| 2009 | The Twilight Saga: New Moon               | Jacob Black       |          |
| 2010 | Valentine's Day                           | Willy Harrinton   |          |
| 2010 | The Twilight Saga: Eclipse                | Jacob Black       |          |
| 2011 | Field of Dreams 2: Lockout                | Iowa Farmer       | Kortfilm |
| 2011 | Abduction                                 | Nathan Harper     |          |
| 2011 | The Twilight Saga: Breaking Dawn - Part 1 | Jacob Black       |          |
| 2012 | The Twilight Saga: Breaking Dawn - Part 2 | Jacob Black       |          |
| 2013 | Drengerøve 2                              | Frat Boy Andy     |          |
| 2015 | Tracers                                   | Cam               |          |
| 2015 | The Ridiculous 6                          | Lil' Pete         |          |
| 2016 | Run the Tide                              | Reymond Hightower |          |
| 2022 | Home Team                                 | Troy Lambert      |          |